# Arbeitsgericht Bayreuth

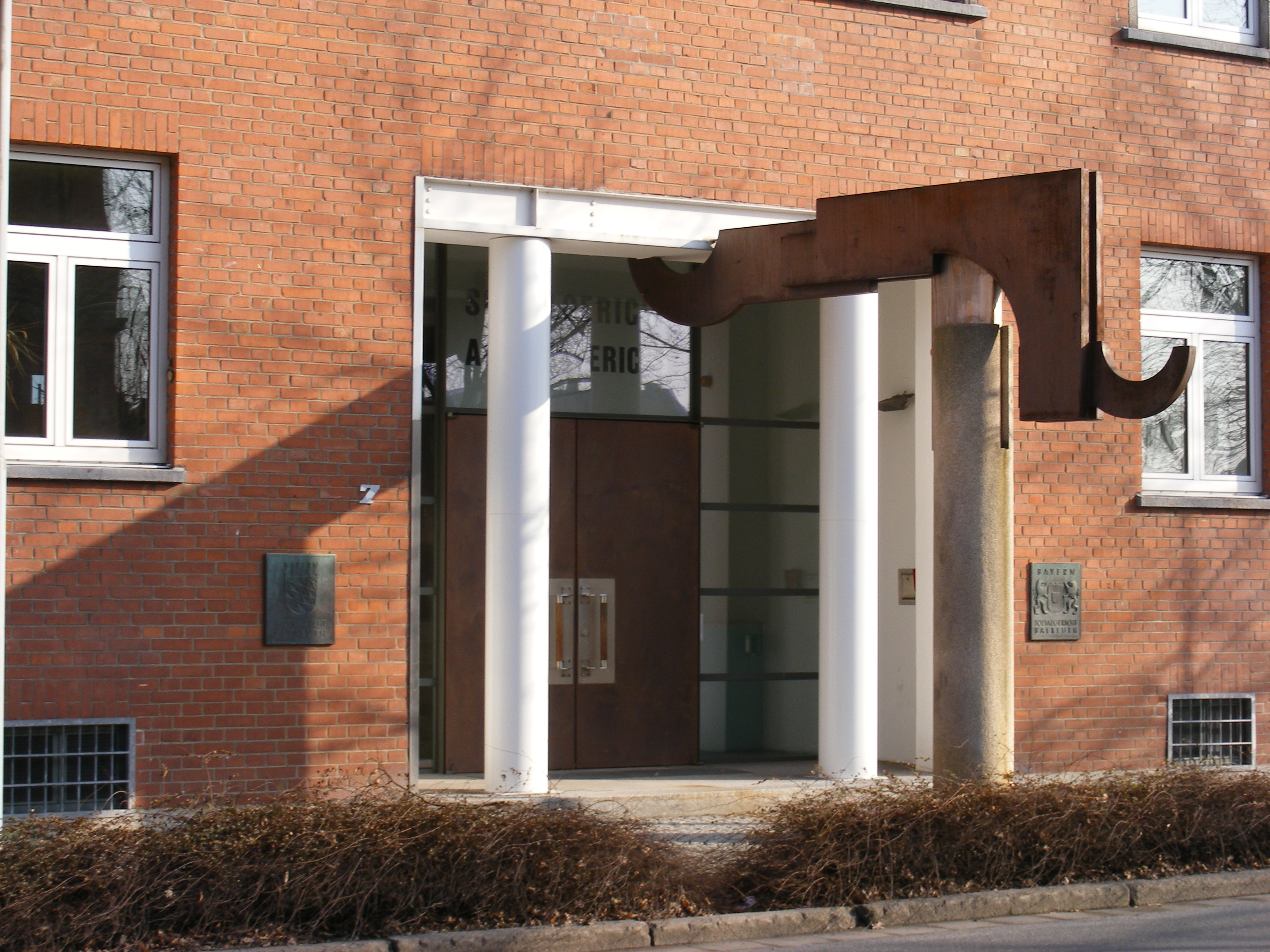
Eingang zum Arbeits- und Sozialgericht Bayreuth (2011)

Das Arbeitsgericht Bayreuth ist ein Gericht der Arbeitsgerichtsbarkeit und eines von elf Arbeitsgerichten im Freistaat Bayern.

## Geschichte

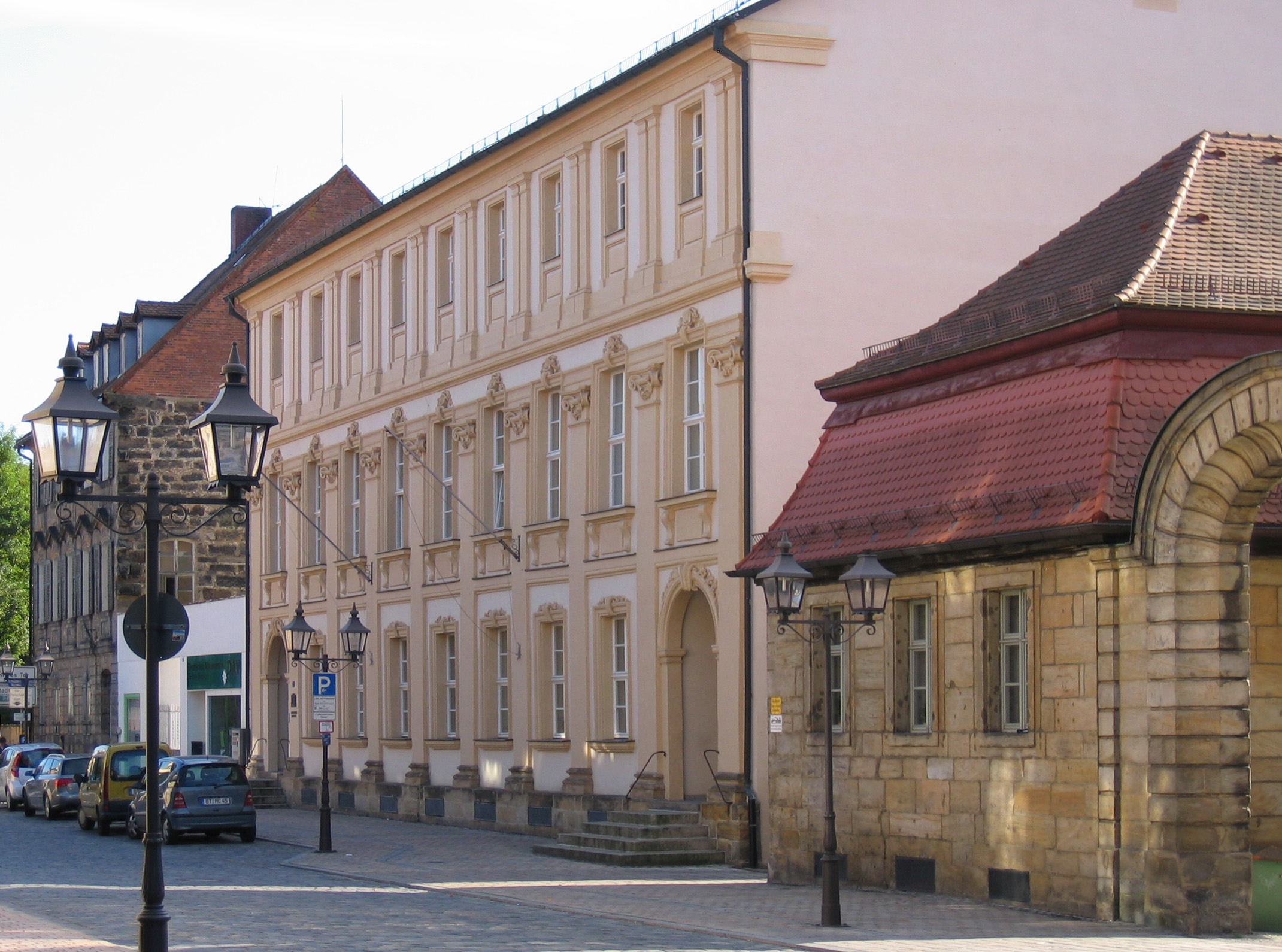
Ehemaliger Sitz des Arbeitsgerichts in der Friedrichstraße (2010)

Gemäß Arbeitsgerichtsgesetz vom 23. Dezember 1926 wurden in Deutschland Arbeitsgerichte gebildet. Diese waren nur in der ersten Instanz organisatorisch selbstständige Gerichte, die Landesarbeitsgerichte waren den Landgerichten zugeordnet. Am Landgericht Bayreuth entstand so 1927 das Landesarbeitsgericht Bayreuth als eines von 23 Landesarbeitsgerichten in Bayern. In Bayreuth entstand das Arbeitsgericht Bayreuth als eines von vier Arbeitsgerichten des Landesarbeitsgerichts. Sein Sprengel umfasste die Gerichtsbezirke der Amtsgerichte Bayreuth, Hollfeld und Weidenberg. Es bestand eine allgemeine Kammer für Arbeiter und Angestellte und eine Kammer für das Handwerk. Daneben bestand eine Angestelltenkammer für den Landesarbeitsamtsbezirk.
Bereits 1929 wurde die Zahl der Arbeitsgerichte deutlich reduziert. Das Landesarbeitsgericht Bayreuth wurde aufgehoben, seine Aufgaben übernahm das Landesarbeitsgericht Bamberg. Der Sprengel des Arbeitsgerichts Bayreuth wurde um den Gerichtsbezirk des Amtsgerichts Berneck erweitert da das Arbeitsgericht Berneck aufgehoben wurde.
Nach der Besetzung Deutschlands durch die Alliierten wurden 1945 zunächst alle Gerichte geschlossen. Die ordentlichen Gerichte wurden schon bald wieder eröffnet, während die Arbeitsgerichte zunächst nicht wieder eingerichtet wurden, so dass arbeitsgerichtliche Streitigkeiten von den ordentlichen Gerichten erledigt werden mussten. Gemäß Kontrollratsgesetz 21 vom 30. März 1946 sollten in Deutschland Arbeitsgerichte aufgebaut werden. Mit dem bayerischen Vollzugsgesetz vom 6. Dezember 1946 richtete das Staatsministerium für Arbeit und Sozialordnung am 30. Januar 1947 die Arbeitsgerichte wieder ein. Das Arbeitsgericht Bayreuth entstand dabei neu.
Am 1. März 1948 wurde das Arbeitsgericht in Bayreuth installiert, im Februar 1949 kam eine Zweigstelle in Hof hinzu. Im Jahr 1966 wurden 856 neue Klagen gezählt, 1989 waren es bereits 1968 Fälle. Im Januar 1975 wurde eine dritte Kammer eingerichtet.
Bis Ende 1989 war das damals in der Friedrichstraße 18 ansässige Gericht das kleinste Arbeitsgericht in Bayern. Zum 1. Januar 1990 wurde die Zahl der Spruchkörper auf vier erhöht.

## Gerichtsbezirk
Der Bezirk des ArbG Bayreuth erstreckt sich neben den kreisfreien Städten Bayreuth und Hof auf folgende Landkreise:
- Bayreuth
- Hof
- Kulmbach
- Wunsiedel

## Sitz und Gerichtsgebäude
Sitz des Gerichts ist Bayreuth. Das Gerichtsgebäude befindet sich in der Ludwig-Thoma-Straße 7 im Bayreuther Kasernenviertel. Eine Außenkammer befindet sich in Hof. Deren Zuständigkeit erstreckt sich innerhalb des Gerichtsbezirks auf die Stadt und den Landkreis Hof sowie den Landkreis Wunsiedel.

## Instanzenzug
Rechtsmittelgericht für das Arbeitsgericht Bayreuth ist das Landesarbeitsgericht Nürnberg.